# アデノシンヌクレオシダーゼ
アデノシンヌクレオシダーゼ(Adenosine nucleosidase、EC 3.2.2.7)は、以下の化学反応を触媒する酵素である。
アデノシン + 水{\displaystyle \rightleftharpoons }D-リボース + アデニン
従って、この酵素は、アデノシンと水の2つの基質、D-リボースとアデニンの2つの生成物を持つ。
この酵素は加水分解酵素、特にN-グリコシル化合物を分解するグリコシダーゼに分類される。系統名はアデノシンリボヒドロラーゼ(Adenosine ribohydrolase)である。アデノシナーゼ、N-リボシルアデニンリボヒドロラーゼ、ANアーゼ等と呼ばれることもある。プリンの代謝に関与している。